# D902iS
FOMA D902iS（フォーマ・ディー きゅう まる に アイ・エス）は、三菱電機によって開発された、NTTドコモの第三世代携帯電話 (FOMA) 端末製品である。

## 概要
902iSシリーズとしてSH902iS、P902iSに継いで発売された。外部メモリーはminiSDカード（2GBまで：ドコモ発表）対応である。カメラ性能は、メインカメラはスーパーCCDハニカム約200万画素で約400万画素相当の画像に対応。またオートフォーカスにも対応している。テレビ電話用のサブカメラはCMOS約10万画素。2.8インチワイドQVGA液晶搭載。D902iに引き続き19.9mmの薄さを実現している。
カーソルボタンは円盤状の「スピードセレクター」を採用している。これを回転させることで、メールやiモード、フルブラウザのスクロール、文字変換時の候補選択、音楽操作などを、スピーディーに行うことができる。製品カタログには、「大画面を、グルグル使え。」のキャッチコピーを採用し、大画面がスピードセレクターによってさらに使いやすくなったことをアピールしている。テレビCMも、タレントを使わず、夜景をバックにスピードセレクターを回して、キャッチコピーを強調している。
iアプリは「珍さんの釣り物語」、「コラムスジュエル」、「珍さん計画DXおこづかい帖プラス」、「iアニメっちゃメーラー superDX500」、「便利！多機能電卓」、「Gガイド番組表リモコン」、「ケータイクレジットiD」、「電子マネー Edy」、「DCMXクレジットアプリ」を搭載。
902iSシリーズの共通機能として、1.7GHz帯の対応、DCMXアプリのプリセット、着もじ、おまかせロック、外部メモリへのコンテンツ移行、デコメール署名、電話帳預かりサービス、パケット通信中のテレビ電話対応等がある。
「スピードセレクター」の商号は三菱電機に商標登録されている。(商標登録番号 第4944718号)

## 歴史
- 2006年3月30日：電気通信端末機器審査協会 (JATE)通過
- 2006年4月11日：技術基準適合証明 (TELEC) 通過
- 2006年5月11日：D902iS、F902iS、P902iS、N902iS、SH902iS、SO902iWP+、N902iX HIGH-SPEED、DOLCE SL、SA702i、SO702i、M2501 HIGH-SPEEDと同時にドコモよりプレスリリース
- 2006年6月9日：発売開始

## 不具合
- 2006年12月7日:D902iが使用している電池パックD06の一部ロットに不具合があり（異常発熱や破裂の恐れがある）、交換用電池確保のために同じ電池パックを使用しているD902iSも一時販売停止になった。→ウィキニュース 2007年1月27日に販売が再開されている。→ウィキニュース